# نشانه‌گذاری زمان و روز در ایالات متحده آمریکا
نشانه‌گذاری زمان و روز در ایالات متحده آمریکا (انگلیسی: Date and time notation in the United States) تقریباً با آنچه در همه کشورهای دیگر انجام می‌شود تفاوت دارد. این نشانه‌گذاری از شاخه‌ای از معاهدات نشانه‌گذاری زمان و روز پادشاهی متحد بریتانیا است. شیوه‌های آمریکایی زمان و روز کانادا را نیز متأثر ساخته‌است و موجب سردرگمی در تجارت بین‌الملل شده‌است.
در شیوه سنتی روزها به ترتیب ماه-روز-سال (مثلاً می ۲۵، ۲۰۱۹) نوشته می‌شدند که اگر در انتهای سال نیاید یک ویرگول قبل و بعد از سال قرار می‌گیرند. و زمان در نشانه‌گذاری ۱۲ ساعتی (مثلاً 10:35 PM) هستند.
فرمت زمان و روز بین‌المللی معمولاً از فرمت استاندارد ایزو ۸۶۰۱ (۲۰۱۹-۰۵-۲۵) برای همه روزهایی که به صورت تمام عدد نوشته می‌شوند و ساعت بیست‌وچهار ساعته (۲۲:۴۵) تبعیت می‌کنند و روز را با فرمت روز-ماه-سال(۲۵ می ۲۰۱۹) نشانه‌گذاری می‌کنند. این شیوه‌ها در محیط‌های بین‌المللی‌گرایانه نظامی، فنی، حرفه‌ای رایج است.